# The Chicago Sound
The Chicago Sound — студійний альбом американського джазового контрабасиста Вілбура Вейра, випущений у 1957 році лейблом Riverside.

## Опис
На єдиній в якості соліста сесії для контрабасиста Вілбура Вейра грають переважно чиказькі музиканти. Хоча Вейр очолює сет і є автором двох композицій, він не домінує на сесії, а віддає багато простору для соло альт-саксофоніста Джона Дженкінса (який також написав дві композиції), також в гурті грають тенор-саксофоніст Джонні Гріффін, піаніст Джуніор Менс, Вілбур Кемпбелл та Френкі Данлоп на ударних. Ця сесія в стилі хард-боп (яка включає версії «Body and Soul», «Desert Sands» Стаффа Сміта, «Lullaby of the Leaves» і «The Man I Love») є чудовим дебютом для Вейра. У наступні 20 років своєї кар'єри басист не записав жодного альбому як соліст.
Альбом вийшов у 1957 році на лейблі Riverside в серії «Riverside Contemporary Series».

## Список композицій
1. «Mamma-Daddy» (Вілбур Вейр) — 3:53
2. «Body and Soul» (Едвард Гейман, Джонні Грін, Роберт Саур) — 5:36
3. «Desert Sands» (Стафф Сміт) — 5:28
4. «31st and State» (Вілбур Вейр) — 6:27
5. «Lullaby of the Leaves» (Берніс Петкере, Джо Янг) — 2:56
6. «Latin Quarters» (Джон Дженкінс) — 4:37
7. «Be-Ware» (Джон Дженкінс) — 4:28
8. «The Man I Love» (Джордж Гершвін, Айра Гершвін) — 7:42

## Учасники запису
- Джон Дженкінс — альт-саксофон
- Джонні Гріффін — тенор-саксофон
- Джуніор Менс — фортепіано
- Вілбур Вейр — контрабас
- Вілбур Кемпбелл (1, 3—7), Френкі Данлоп (2, 8) — ударні

Технічний персонал
- Оррін Кіпньюз — продюсер, текст
- Джек Хіггінс — інженер
- Пол Бейкон — дизайн (обкладинка)